# Парди, Джеймс

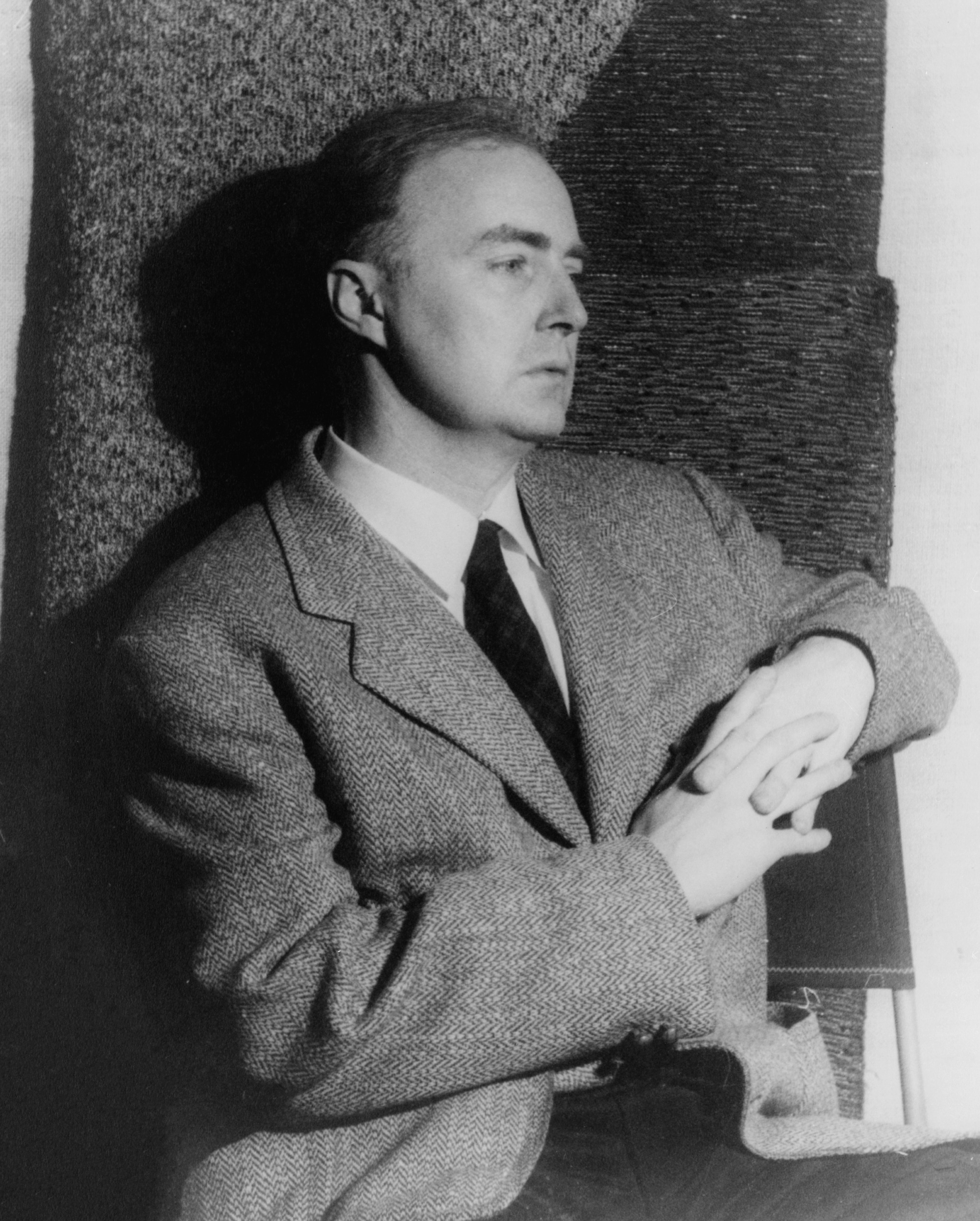
Джеймс Парди

Джеймс Отис Парди (англ. James Otis Purdy) (17 июля 1914, по другим данным, 1923, Огайо, США — 13 марта 2009, Инглвуд, Нью-Джерси, там же), американский писатель, поэт, драматург.

## Биография
Получил высшее образование в Чикагском университете и в университете в мексиканском штате Пуэбла.
В начале своей писательской карьеры Парди с трудом пытался привлечь внимание издателей и критиков. Для издания первых двух книг ему пришлось заключить контракт с частным издателем. Они увидели свет в 1956 году.
Экземпляры этих книг Парди послал некоторым писателям, чьим творчеством восхищался, в том числе английской поэтессе Эдит Ситуэлл. Ситуэлл отнеслась к творчеству молодого писателя настолько благосклонно, что убедила английского издателя Голланкза (Gollancz) опубликовать книги Парди в Англии.
В 1957, также благодаря Голланкзу, произведения Парди вышли в США одним томом, под названием «Цвет тьмы: Одиннадцать рассказов и повесть».
За свою карьеру опубликовал около двадцати романов, а в целом — свыше 50 книг.

## Постановки
Один из самых известных романов писателя, «Малкольм», был адаптирован для сцены известным американским драматургом Эдвардом Олби. Но спектакль, поставленный по пьесе, успеха не имел, в том числе потому, что Олби убрал из повествования всех чернокожих персонажей.
На стихи Парди написано немало песен, в частности, две из них — композитором Робертом Хелпсом (1928 — 2001). Эти песни исполнены певицей Бетани Бирдсли.
Большее количество песен на его стихи написал друг Парди, нью-йоркской композитор Ричард Хандли.

## Оценки критики
Помимо Эдит Ситуэлл, поклонниками творчества Парди стали Дороти Паркер, Джон Каупер Поуис, Лилиан Хеллман, Джейн Боулз, Сьюзен Зонтаг, Фрэнсис Кинг. Роман «Малкольм» восторженно приняли такие писатели, как Теннесси Уильямс, Пол Боулз, Лэнгстон Хьюз, Энгус Уилсон и др.
Тем не менее, по мнению Гора Видала, Парди «долгое время оставался в тени из-за его восприятия в рамках "гей-литературы"».

## Личная жизнь
Известно, что Парди был геем, и тема гомосексуальности проходит через всё его творчество. Однако сам Парди подробности своей личной жизни тщательно скрывал. Мало известно не только о зрелом и позднем периодах его жизни, но даже о его юности и молодости — в частности, он не давал точной информации о месте и дате своего рождения (см. выше).
По поводу сексуальной ориентации Парди говорил, что «не существует ни "гомосексуальности", ни "гетеросексуальности"», уточняя, что эти понятия изобретены «психологами, которые никогда не понимали природу человека».

## Награды и признание
- 1958 — Стипендия Гуггенхайма
- 1963 — Стипендия Гуггенхайма[2]
- 1985 — Американская литературная премия ПЕН/Фолкнер

## Издания в России
- Парди, Джеймс. Малькольм / Пер. с англ. Виктора Купермана. — Kolonna publications, Митин журнал, 2005. — 216 с. — (Crème de la Crème). — 1000 экз. — ISBN 5-98144-061-9.
- Парди, Джеймс. Я — Илайджа Траш / Пер. с англ. Валерия Нугатова. — Kolonna publications, Митин журнал, 2008. — 128 с. — (Crème de la Crème). — 1000 экз. — ISBN 978-5-98144-106-6.[3]
- Парди, Джеймс. Мистер Ивнинг: рассказы / Пер. с англ. Дмитрия Волчека и Валерия Нугатова. — Kolonna publications, Митин журнал, 2011. — 150 с. — (Crème de la Crème). — 500 экз. — ISBN 978-5-98144-145-5.